# Colotois korbi
Colotois korbi är en fjärilsart som beskrevs av Karl Schawerda. Colotois korbi ingår i släktet Colotois och familjen mätare. Inga underarter finns listade i Catalogue of Life.